# 肖鹰
肖鹰（1962年—），四川威远人，毕业于北京大学，获得哲学博士学位。现任北京清华大学哲学系教授、博士生导师。北京大学美学与美育研究中心兼职研究员。中国大陆著名的文学批评家。

## 生平
20世纪八九十年代，肖鹰断断续续在北京大学哲学系求学，师从著名美学家叶朗先生，获哲学学士、哲学硕士、哲学博士。硕士论文是《近年非理性主义小说批判》，此文发表在《文学评论》第五期，奠定了他在中国大陆当代文坛的批评家地位，也引来了是非恩怨。
1998年7月至2000年4月，肖鹰在北京大学中文系做博士后研究工作，师从著名文学批评家谢冕先生。
2000年4月，肖鹰调入清华大学教书。
2001年10月至2002年3月，肖鹰应邀在德国波恩大学汉学系做客座教授，讲授中国美学和文学。
2010年6月至7月，肖鹰作为剑桥暑期学人访问剑桥大学。

## 争议

### 睾丸论战
2011年2月18日，收藏家马未都发表新浪博文《第六百五十二篇·艺术细节》称：从古希腊雕塑中发现，双侧睾丸必定一大一小，呈现一低一高态势。2月25日，肖鹰发表新浪博文《马未都先生的“睾丸说”》称：左右两个睾丸如上帝的天平一样平衡。2月28日，马未都再发新浪博文《第六百五十六篇·睾丸》，引证中文维基百科和百度百科“睾丸”词条回应肖鹰，此事导致了网络睾丸论战，一时轰动传媒。

### 质疑崔永元作秀
2011年3月，肖鹰写下《请崔永元委员自摘“崔不秀”帽子》，质疑中国中央电视台主持人崔永元“在两会上说自己不能负责任的话”，“有负‘讲真话不作秀’这个高帽子”。

### 方舟子微博被注销事件
2014年10月，因“打假斗士方舟子和当朝网络写手红人周小平争议被当局注销微博”，肖鹰和崔永元再度在微博争论。

### 二人转论战
肖鹰一直质疑赵本山的二人转的雅俗问题，2014年11月，崔永元在吉林大学演讲时力挺赵本山是“百年不遇的人才”，并且拿二人转和芭蕾舞相比较，肖鹰则质疑二人转在赵本山那里是低俗艺术。

## 作品
- 《中西艺术导论》北京大学出版社，2005，ISBN 9787301093863
- 《美学与艺术欣赏》高等教育出版社，2004，ISBN 9787040149906
- 《真实与无限:中国当代文学的哲学阐释》2002年，中国工人出版社，ISBN 9787500827337
- 《形象与生存：审美时代的文化理论》1996年，作家出版社
- 《情感的故事》中国人民大学出版社，2004年，ISBN 9787300060385

## 奖项荣誉
《中西艺术导论》，荣获“2006年北京市高等教育精品教材奖”。

## 评价
肖鹰是一个毁誉参半的文学批评家。有人说他是“放炮”，脱离学术范畴；有人觉得他敢于担当和承担，体现了传统文化人的精神。